# 约阿希姆斯塔尔
约阿希姆斯塔尔（德語：Joachimsthal）是德国勃兰登堡州的一个市镇，隶属于巴尔尼姆县。总面积为121.73平方千米，截至2020年总人口为3405人。